# 馬游塘

1967年「地底集體運輸系統路線圖」建議方案，曾規劃馬游塘站作觀塘綫的終點站，即是今日的油塘站。

馬游塘，又稱馬遊塘，是香港西貢區的一個地方，在新界東邊，是由秀茂坪往返將軍澳新市鎮（寶林）的山坳之地。
過去歷史中馬游塘在意義上所指的地域可能比現在大，普遍認為是包含油塘一帶和今日的藍田半山，現今多指將軍澳（寶琳路）的馬游塘村。

## 歷史

### 名稱由來

1941年香港保衞戰馬游塘在魔鬼山防線之內，主要拖延日軍越過維港攻陷港島

據1924年政府軍部地圖所示，當時的馬游塘稱為 ，有村屋數間，在山坳上有不少田地。山坳有涌直流落官塘澤地出海。
二戰時英軍抗日，此處也位於防綫之上，叫「馬游塘防線」（Ma Lau Tong Line），當時馬游塘英文寫做 （馬溜塘）。
戰後不少文獻都提及這個英文地名，所指地方與馬游塘村此一客家村落有所不同。
《1963年香港年報》中，同一書內兩幅地圖中，一者寫 Ma Yau Tong 在填海圖海灣上，另一者寫 Yau Tong（游塘，即今日油塘）於分區界上。有一說前者Ma Yau Tong即「馬游塘」，得名於藍田山上的馬游塘村。不過1963年時，馬游塘村行政上屬於觀塘區而非油塘區，與所描繪地域相距甚遠。
1967年《香港集體運輸研究》和1970年《集體運輸計劃總報告書》的地下鐵路建議方案，曾規劃觀塘綫一路延伸至馬游塘站，位置就是現今的油塘。
眾說紛紜下，有說法解釋馬游塘原指九龍觀塘以東地帶，即現時油塘及其北部。時移世易，馬游塘南部地區已改稱油塘，馬游塘則單指藍田山上的馬游塘村。

### 馬游塘村

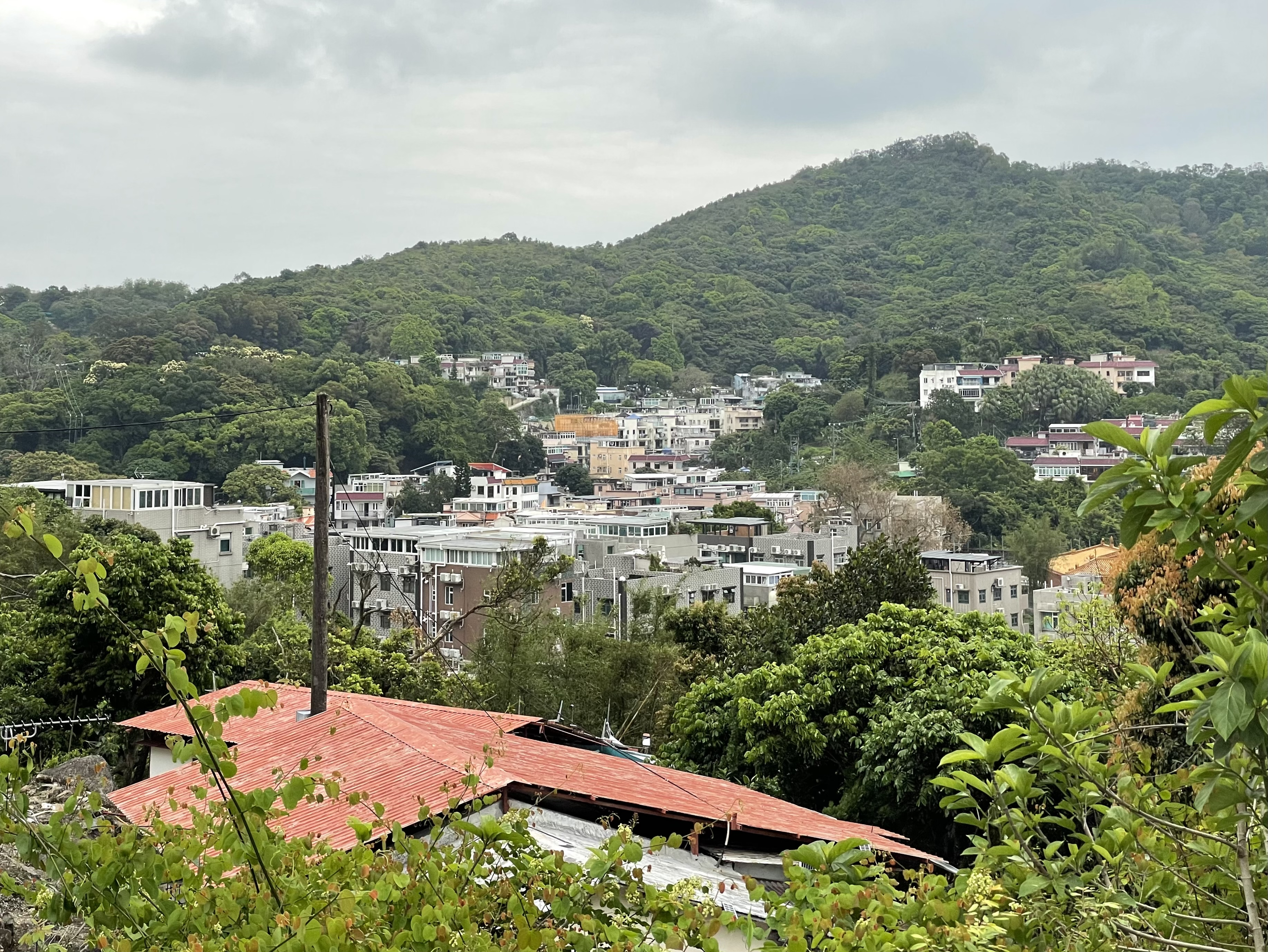
馬游塘村（寶琳路景觀）

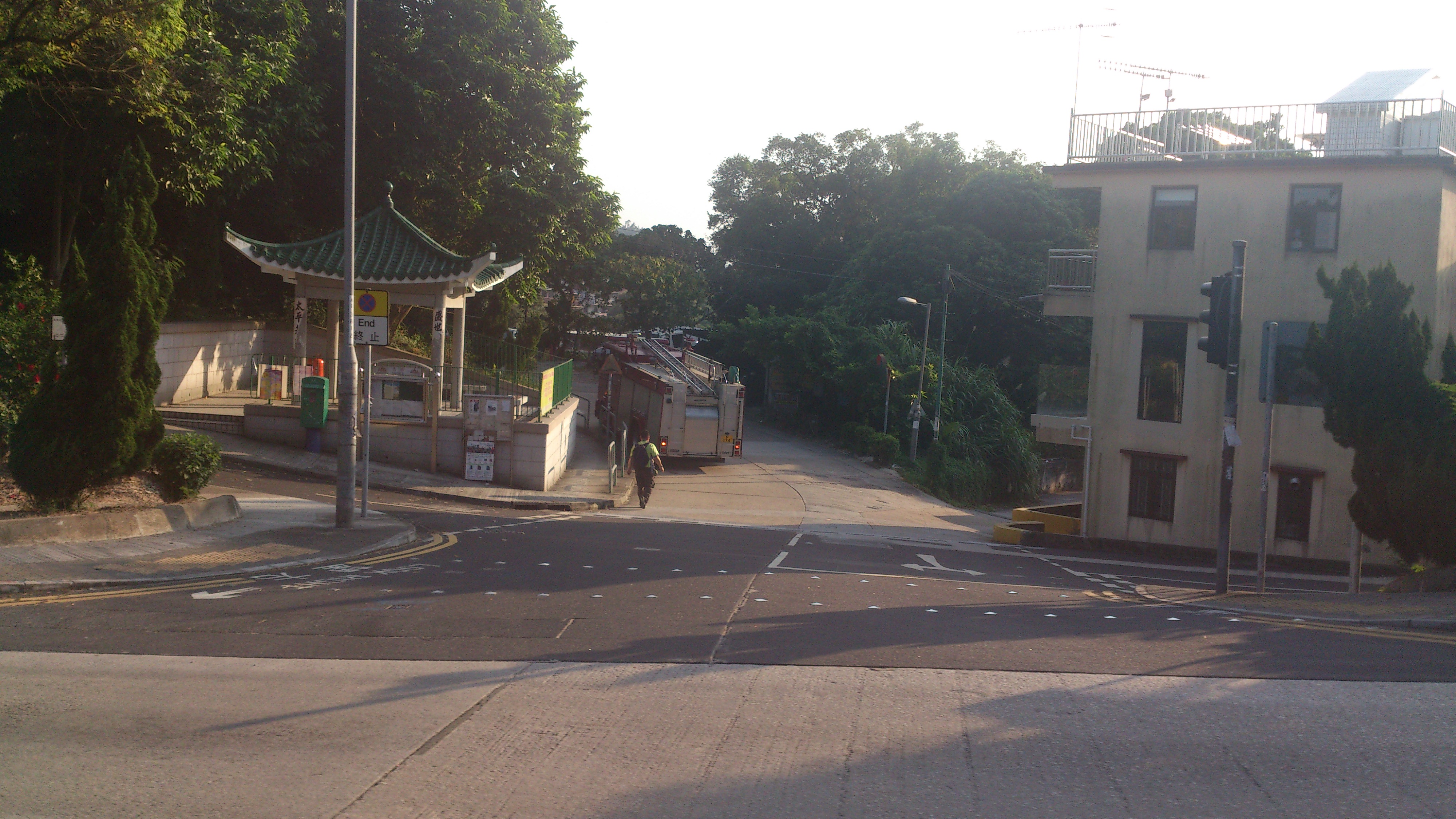
通往馬游塘村的道路

馬游塘村（英語：Ma Yau Tong Village），原是一條客家村落 ，位於現在大上托山上的安達臣道前石礦場的西面。
時至今日，馬游塘村已屬一雜姓村落，以李、朱、曾三姓為主，均各建有祠堂，有近百間屋。行政上被歸入新界西貢區範圍，地理位置介乎東九龍之觀塘區藍田、秀茂坪東緣，與新界東南邊緣之間，屬於坑口鄉事委員會範圍。
據《坑口鄉事委員會五十周年特刊》記載，馬游塘村的起名是與開村的祖先有關，當時開村先祖來到馬游塘村，看到風水地形像是馬兒在塘邊遊走，因此得名。
村內相傳建於19世紀的李氏家祠，已於2010年1月22日被列為香港三級歷史建築。另外，村民會於婚嫁、太平清醮等喜慶場合舞麒麟，其「西貢坑口客家舞麒麟」亦屬香港非物質文化遺產之一。
馬游塘村有道路連接到將軍澳的寶琳路。衛奕信徑第3段（藍田、油塘至井欄樹）都會經過馬游塘，途中能俯瞰馬游塘村。村內有六大部分，分別為摘星台、駿昇花園、尚賢花園、傲雲峰、曉巒和星月居。

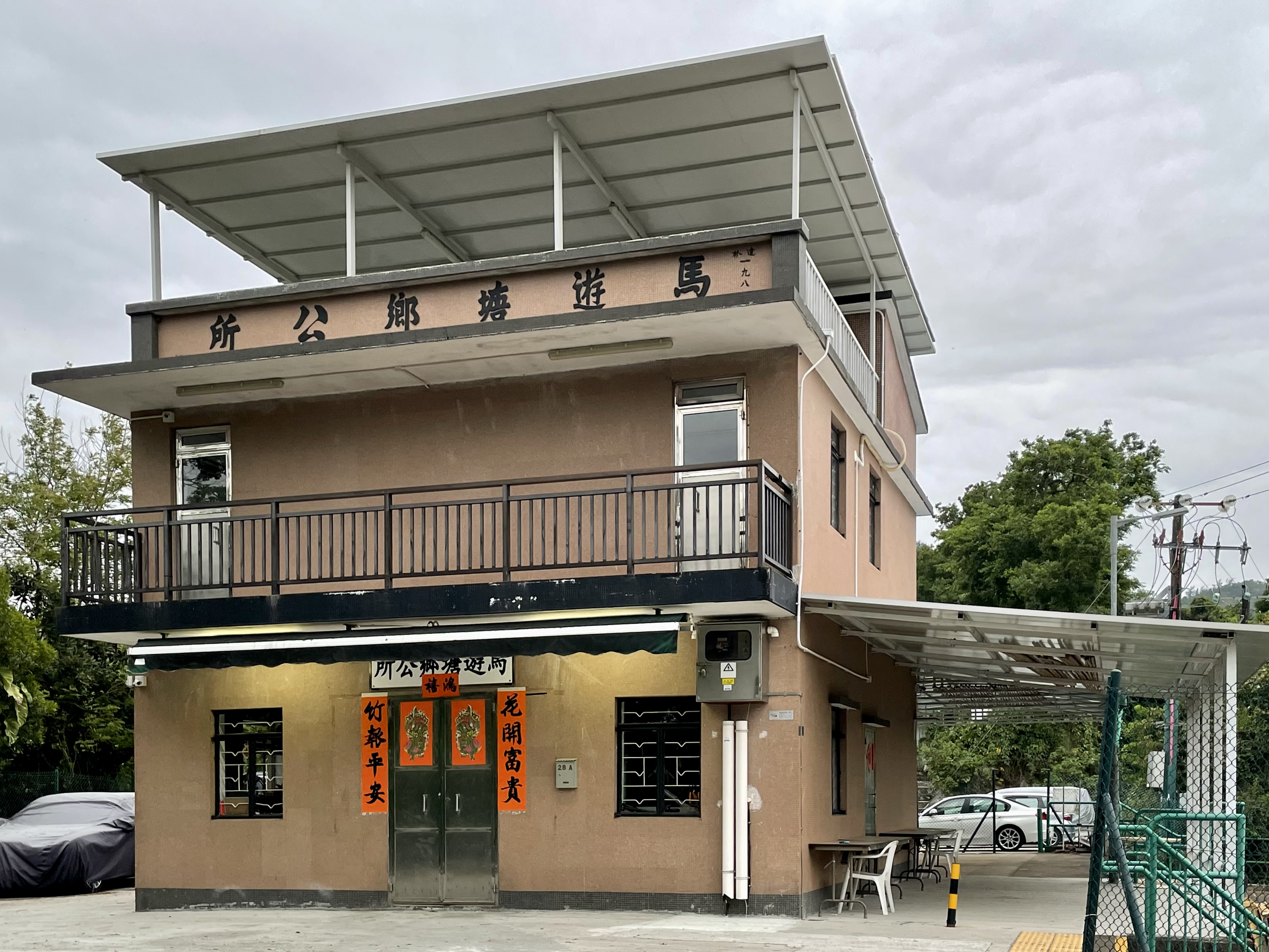
馬遊塘鄉公所
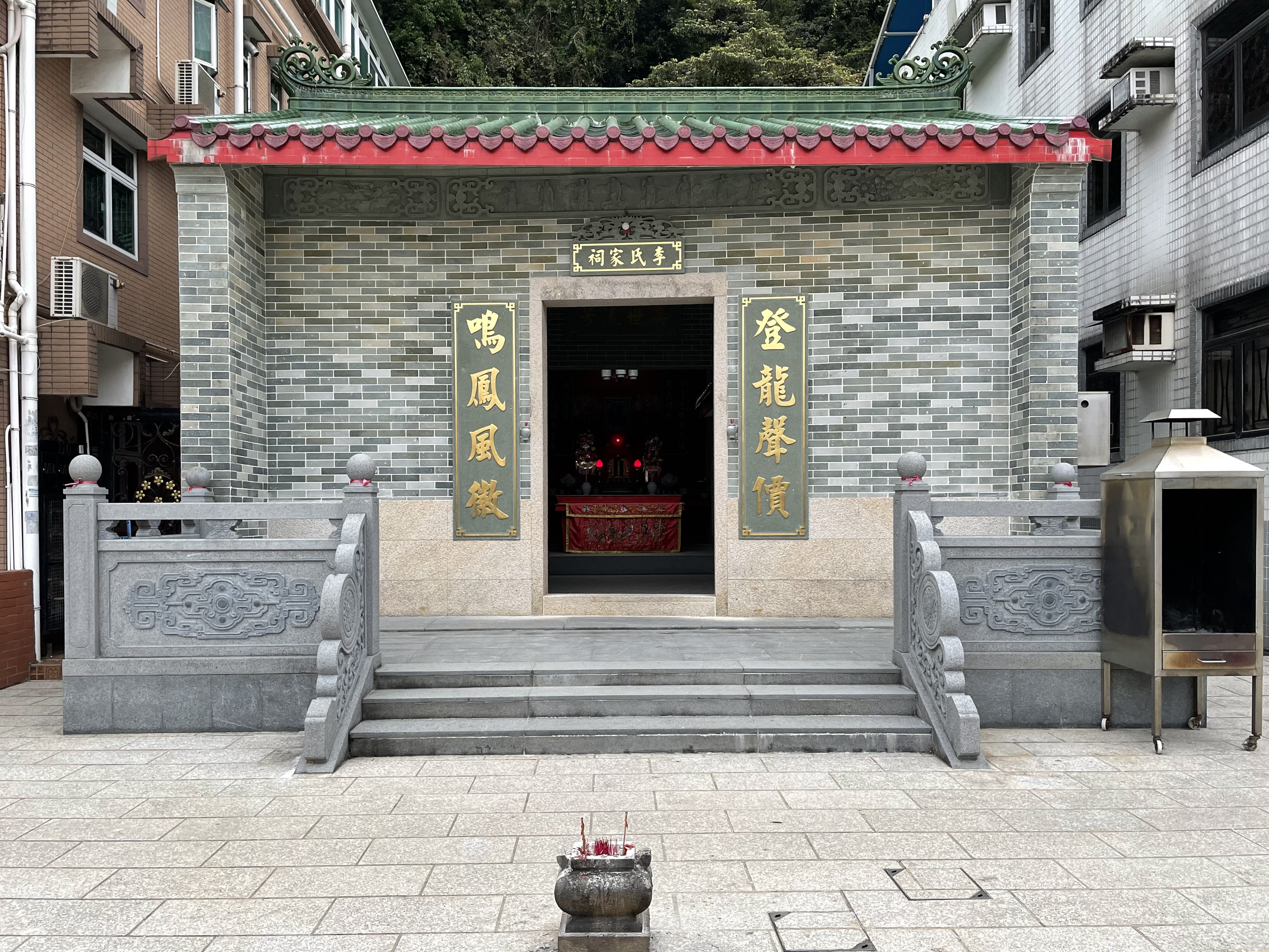
李氏家祠
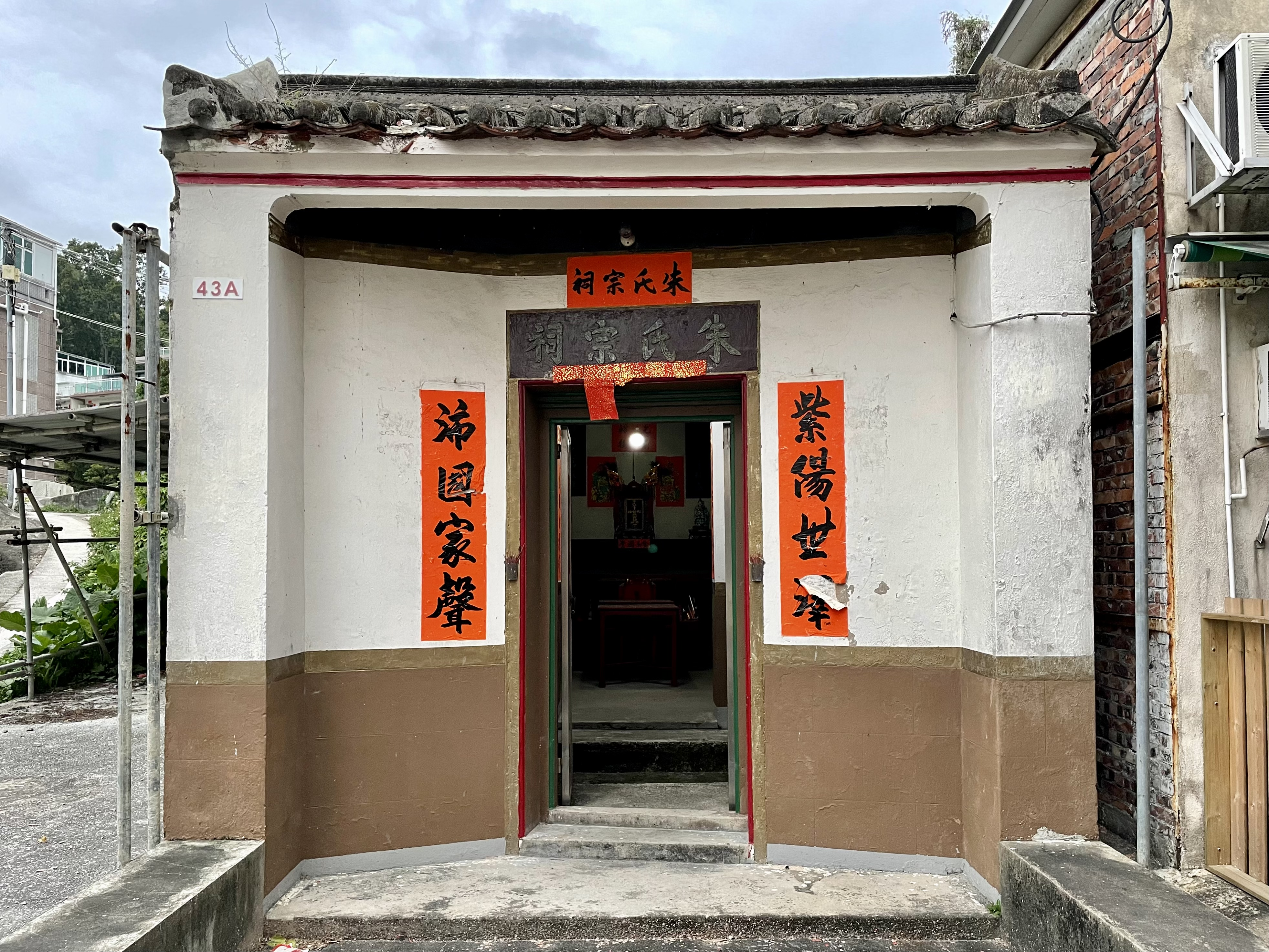
朱氏家祠
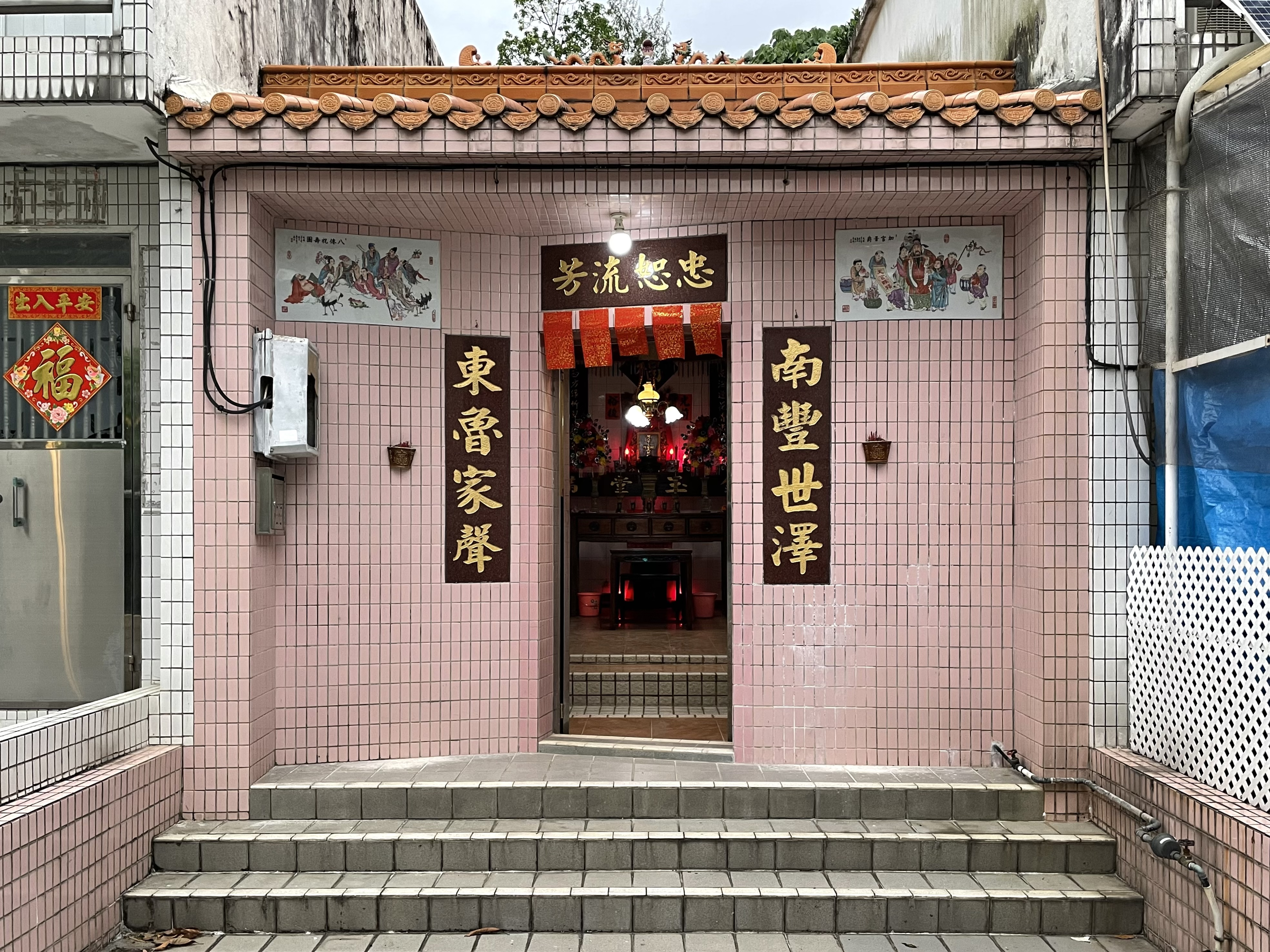
曾氏家祠

#### 李、朱、曾三姓氏之源流
李氏：來自沙頭角禾坑
朱氏：
曾氏：

#### 嚴重傷人縱火事件
2021年12月20日晚上8時37分，接近駿昇花園的一間寮屋突然冒煙起火，至晚上8時56分，火警升為三級，消防動用2條喉及4隊煙帽隊灌救。火警中，曾任李小龍及成龍替身演員的香港第一代華人特技演員陳一言，頭、手及腳燒傷，經救護員即場初步治理，為其臉敷上保護物料後，由救護車送往伊利沙伯醫院救治，情況危殆，另有一屋內狗隻被化為灰燼。火勢於晚上10時18分受控，並於深夜11時45分救熄。警方調查後，相信陳為養狗和雜物問題與綽號「長毛」的孫姓屋主爭執，繼而遭對方淋易燃液，未幾寮屋亦着火焚燒；孫涉嫌傷人被捕扣查，案件交由將軍澳警區重案組跟進，正調查其動機，包括是否涉及意圖謀殺。

## 交通

### 在《施政報告2023》正式納入東九龍綫
於2023年10月25日發表的《2023年施政報告》，醞釀10年的東九龍綫正式拍板，會由港鐵彩虹站附近出發，連接彩雲、順利、順安、秀茂坪、寶達及馬游塘共觀塘上坡6個地區，然後前往油塘東站。消息指，東九龍綫彩虹至馬游塘一段將以高架形式興建，走線大致依照現有的新清水灣道、秀茂坪道和寶琳路，其後以隧道形式前往油塘東。據悉擬建的馬游塘站將位於安愉道與寶琳路交界附近。

## 著名住客
- 陸永：香港樂壇組合農夫成員
- 羅啟新：香港電台資深DJ，曾主持《頭條新聞》及《晨光第一線》
- 山度士：香港著名足球員
- 齊釨湮：羅啟新之妻，ViuTV尾二一屆口罩小姐選舉參賽者
- 曾世龍：TVB2016年度香港先生選舉參賽者「小智」
- 陳一言：香港第一代華人特技演員，身懷爆破及飛車等多種絕技，在《木棉袈裟》、《霹靂火》、《警察故事》、《最佳拍檔》等電影中擔任替身，曾是李小龍及成龍的替身演員

## 外部連結
维基共享资源上的相關多媒體資源：馬游塘